# NN-186
La carretera NN-186 es una vía departamental secundaria ubicada en el departamento de Masaya, Nicaragua. Conecta la comunidad de Sábogales-Quebrada Honda con Valle La Laguna, atravesando zonas rurales del municipio de Masaya.

## Trazado y cruces
La ruta se extiende por áreas agrícolas al este del municipio de Masaya y sirve de conexión entre pequeñas comunidades rurales.
| km   | Localidad                | Departamento | Conexión / Ruta |
| ---- | ------------------------ | ------------ | --------------- |
| 0.0  | Sábogales-Quebrada Honda | Masaya       |                 |
| 5.8  | Zona rural               | Masaya       |                 |
| 16.0 | Valle La Laguna          | Masaya       |                 |